# Auferstehungskirche (Berlin-Friedrichshain)

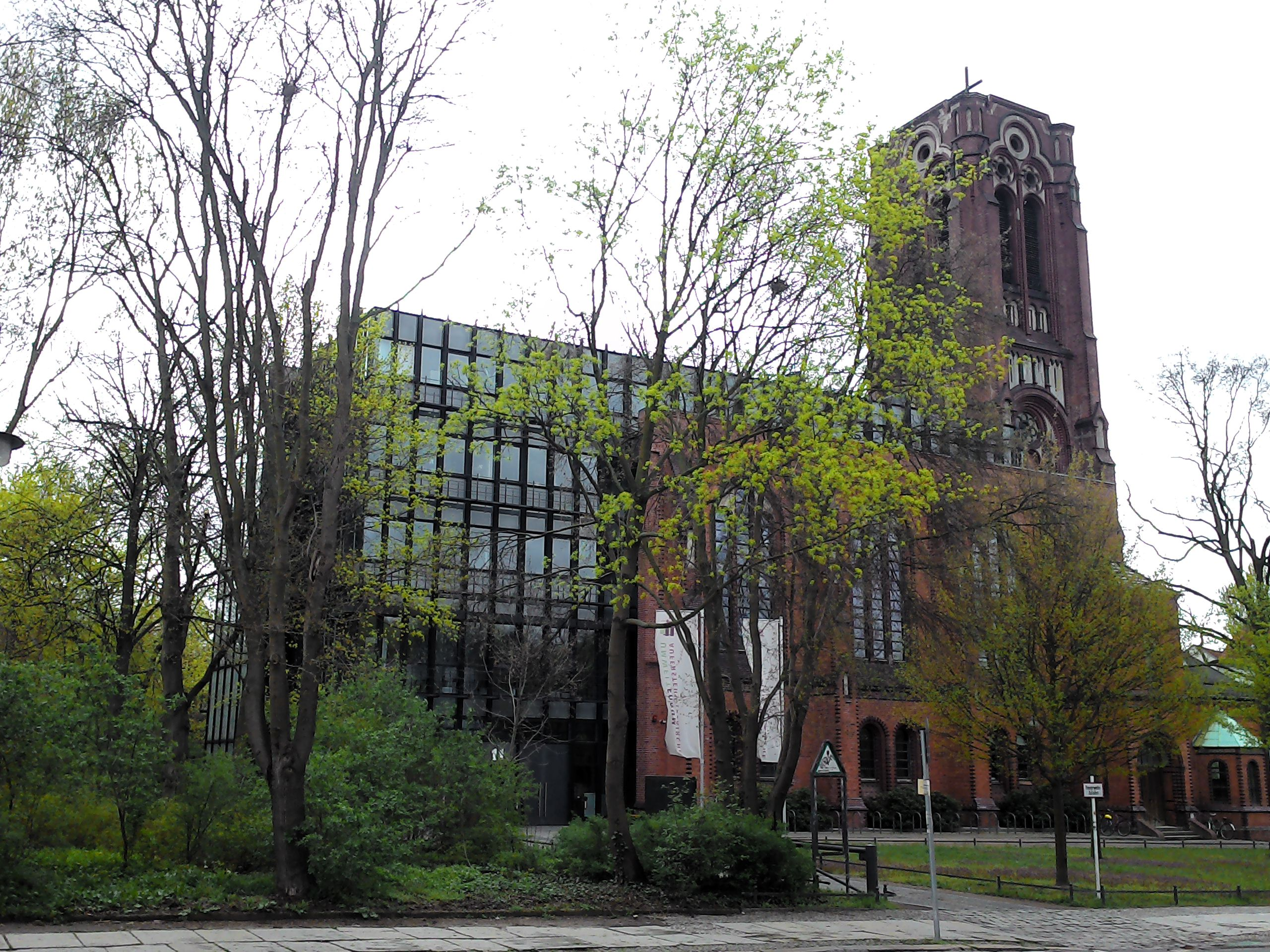
Kirchengebäude nach der Modernisierung, 2016

Die Auferstehungskirche des Kirchenkreises Berlin Stadtmitte ist eine evangelische Kirche im Berliner Ortsteil Friedrichshain. Sie wurde in den Jahren 1892–1895 auf dem Gelände des ehemaligen Armenfriedhofs an der Friedenstraße erbaut. Trotz erheblicher baulicher Veränderungen nach dem Wiederaufbau in den 1950er Jahren ist das Gotteshaus seit den 1980er Jahren ein Bau- und Kulturdenkmal.
Die Auferstehungsgemeinde bildete mit der Kirchengemeinde Galiläa-Samariter den Pfarrsprengel Friedrichshain-Nord. Sie fusionierten im Januar 2023 zur neuen Kirchengemeinde Samariter-Auferstehung.

## Lage
Die Auferstehungskirche steht an der Friedenstraße 83 im Ortsteil Berlin-Friedrichshain in direkter Nachbarschaft zum Friedhof V der evangelischen Georgen-Parochialgemeinde und dem Friedhof der St.-Petri-Gemeinde. Sie wurde auf einem bis um 1885 benutzten Armenkirchhof erbaut, dessen Boden Eigentum der Stadt Berlin war.
Das Einzugsgebiet der Auferstehungskirchgemeinde umfasste 1896 folgende Straßen: Büschingstraße, Palisadenstraße, Große Frankfurter Straße (heutige Karl-Marx-Allee), Frankfurter Allee, westliche Seite vom Zentralviehhof, Straße 43, Tilsiter Straße (seit 1969 Richard-Sorge–Straße).

## Vorgeschichte

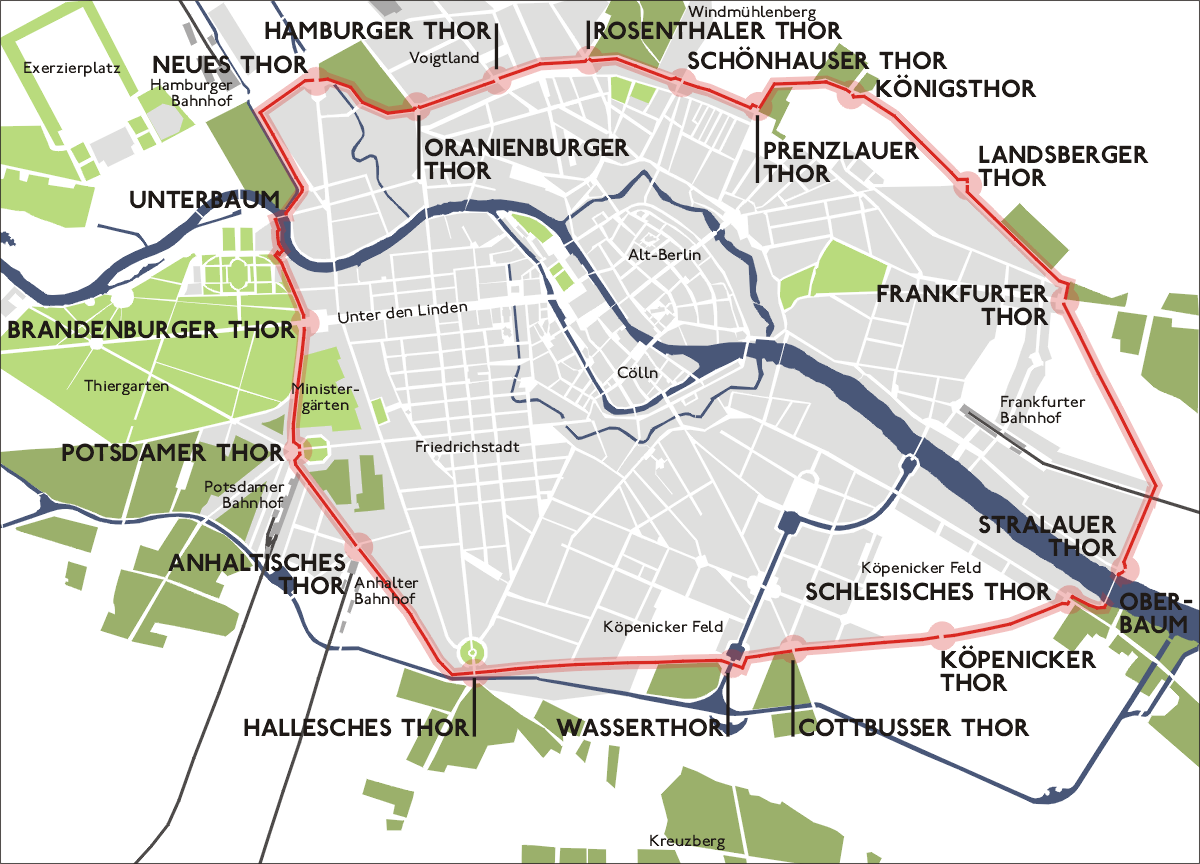
Lage an der Zollmauer 1855, Landsberger Tor: rechts oben

Das zum Ende des 19. Jahrhunderts zu bauende Kirchengebäude nutzte einen Bauplatz, der durch die Aufhebung des II. städtischen Armenkirchhofs frei geworden war. Dieser war 1838 mit den ersten Beisetzungen von Cholera-Toten eröffnet worden. Er diente auch bald als zweiter städtischer Armenfriedhof, wurde 1864 noch wesentlich erweitert und hatte bis zu seiner Schließung etwa 20.000 Tote aufgenommen. Nachdem diese größtenteils auf andere Begräbnisstätten umgebettet worden waren, erfolgte eine Zwischennutzung der rund 3,2 Hektar großen Fläche als Holzlagerplatz und als Bildhauerwerkstatt.

## Gründung der Auferstehungsgemeinde

### Basisbeschluss
Am 15. November 1885 beschloss der Magistrat, die St. Markus-Kirche „beim Bau einer Tochterkirche mit Bauland zu unterstützen. […] Drei Bauprojekte wurden ab 1891/1892 auf dem städtischen Gesamtgrundstück und größtenteils auf dem ehemaligen Armenfriedhof realisiert: das Kirchengebäude im vorderen Teil an der Friedenstraße, dahinter die IV. Höhere Bürgerschule und hinter dieser wiederum die 59./181. Gemeindedoppelschule.“ „Auf den Bericht vom 12.bsp;d. Mts. 1890, […] will ich genehmigen, daß der zweiten in der St. Markus Parochie zu Berlin zu erbauenden Kirche der Name ‚Auferstehungskirche‘ beigelegt wird.“ – Datiert vom 24. Dezember 1890, Wilhelm [II.] R[ex]. Die Genehmigung wurde vom „Evangelischen Ober Kirchenrath“ als „Allerhöchster Erlaß“ mit Datum 25. Dezember 1890 unter dem Zeichen E. O. No. 8870 veröffentlicht.
Das Kirchenbauprojekt war mit dem Anwachsen der St. Markus-Gemeinde begründet worden – seit dem Gründungsjahr 1854 von 20.000 auf 113.000 Personen im Jahr 1885. „Für den liberalen Magistrat war es ein lukratives Grundstücksgeschäft, denn er erhielt als Ausgleich ein ebenso wertvolles Grundstück in der Innenstadt in der Stralauer Straße 5 (ehemalige Waisenkirche) und entledigte sich seiner Patronatspflichten.“ Die aus St. Markus ausgegründete evangelische Gemeinde gab sich den Namen Auferstehungsgemeinde nach der Auferstehung Jesu.
Im Jahr 1899 erhielt die Kirchengemeinde außerhalb der damaligen Grenzen der Stadt Berlin ein Gelände in der Landgemeinde Weißensee als zugehörigen Begräbnisplatz angewiesen.

## Bau der Auferstehungskirche

### Überblick
Von den kalkulierten „464.000 Mark standen bereits 420.000 Mark zur Verfügung, davon etwa jeweils die Hälfte vom Magistrat und von der Stadtsynode bereitgestellt.“ „Kaiserliche Gnadengeschenke“ waren dadurch allenfalls in geringer Höhe erforderlich, so dass „diese Kirche nicht unter dem Protektorat der Kaiserin stand.“ Die Auferstehungskirche in der Friedenstraße 84 (heute: Nr. 83) wurde zwischen 1892 und 1895 mit Benutzung einer von Hermann Blankenstein aufgestellten Skizze und dem Gesamtentwurf des Regierungsbaumeisters August Menken erbaut.

### Vom Grundstein bis zur Einweihung

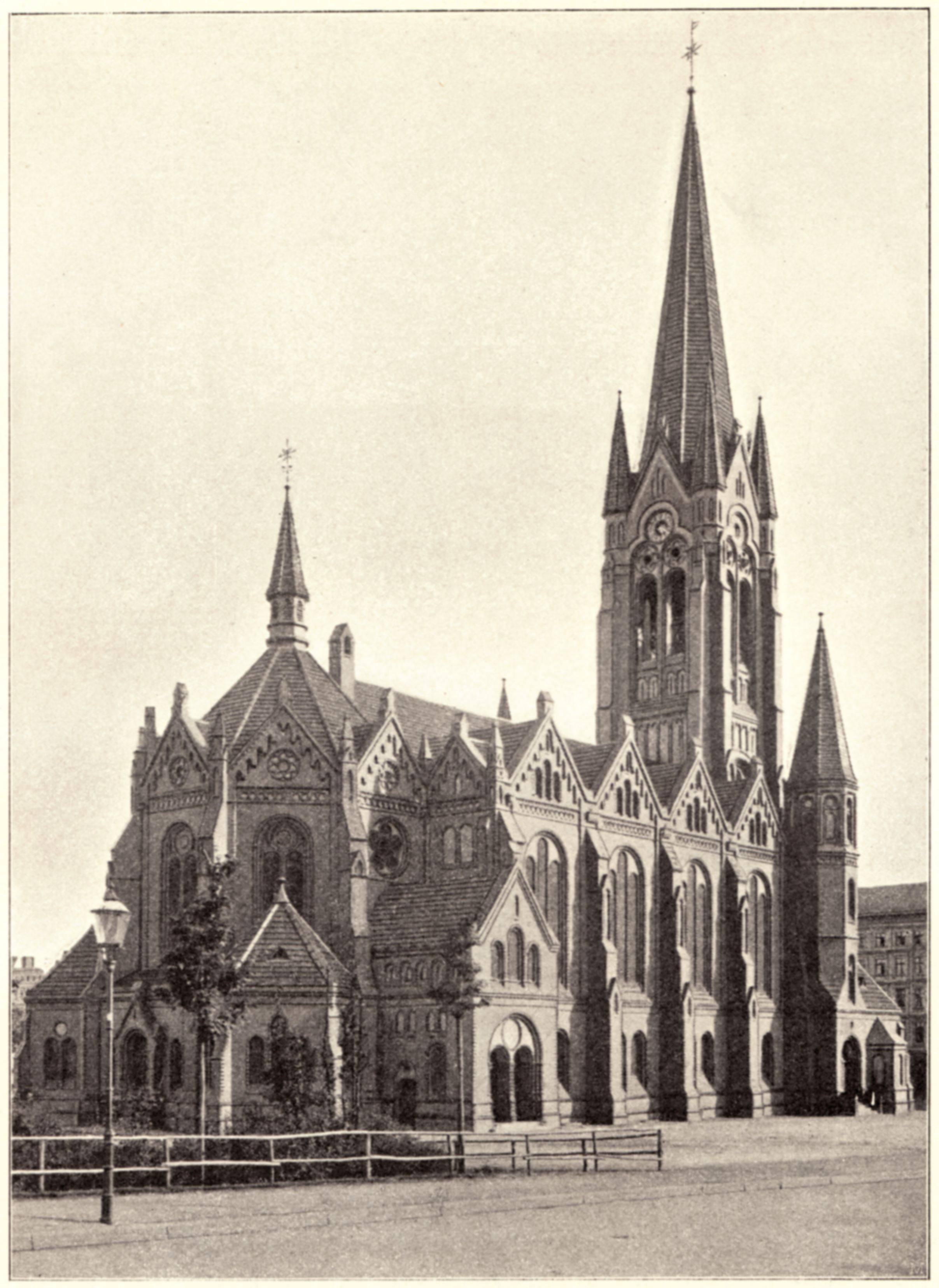
Ansicht um 1896

Die Grundsteinlegung erfolgte am 7. Mai 1892 unter Teilnahme Kaiser Wilhelm II. durch den Generalsuperintendenten Brückner. „Da sich auch die Bauarbeiten in die Länge zogen, konnte die Kirche erst am 17. Mai 1895 […] unter Anwesenheit von Prinz Friedrich Leopold von Preußen und Gattin eingeweiht werden. […] Am 1. Februar 1896 wurde die selbstständige Auferstehungsgemeinde gebildet.“

### Zwischen den Weltkriegen
Der Gemeindepfarrer gründete eine Kaffeehalle für arbeits- und wohnungslose junge Männer. In den 1920er Jahren wurde zudem eine Suppenküche eingerichtet. Im Jahr 1920 eröffnete die Auferstehungsgemeinde eine Kinderkrippe, die ohne Unterbrechung bis heute besteht.

### Nationalsozialismus
Die NS-Zeit war geprägt von den Auseinandersetzungen zwischen den staatstreuen Deutschen Christen und der Gruppe der Bekennenden Kirche um Pfarrer Buhre. Gunnar Buhre (1889–1965) kam 1932 aus Estland als „geschäftsführender Pfarrer“ zur Auferstehungsgemeinde. Nach der Machtübernahme durch die Nationalsozialisten und dem Erdrutschsieg der Deutschen Christen im Juni 1933 geriet auch die Evangelische Kirche rasch in die Zerreißprobe. In der Auferstehungsgemeinde richteten sich zahlreiche Angriffe gegen diesen Pfarrer, der trotzdem bis zum Kriegsende im Amt blieb.

### Kriegszerstörung und Wiederaufbau

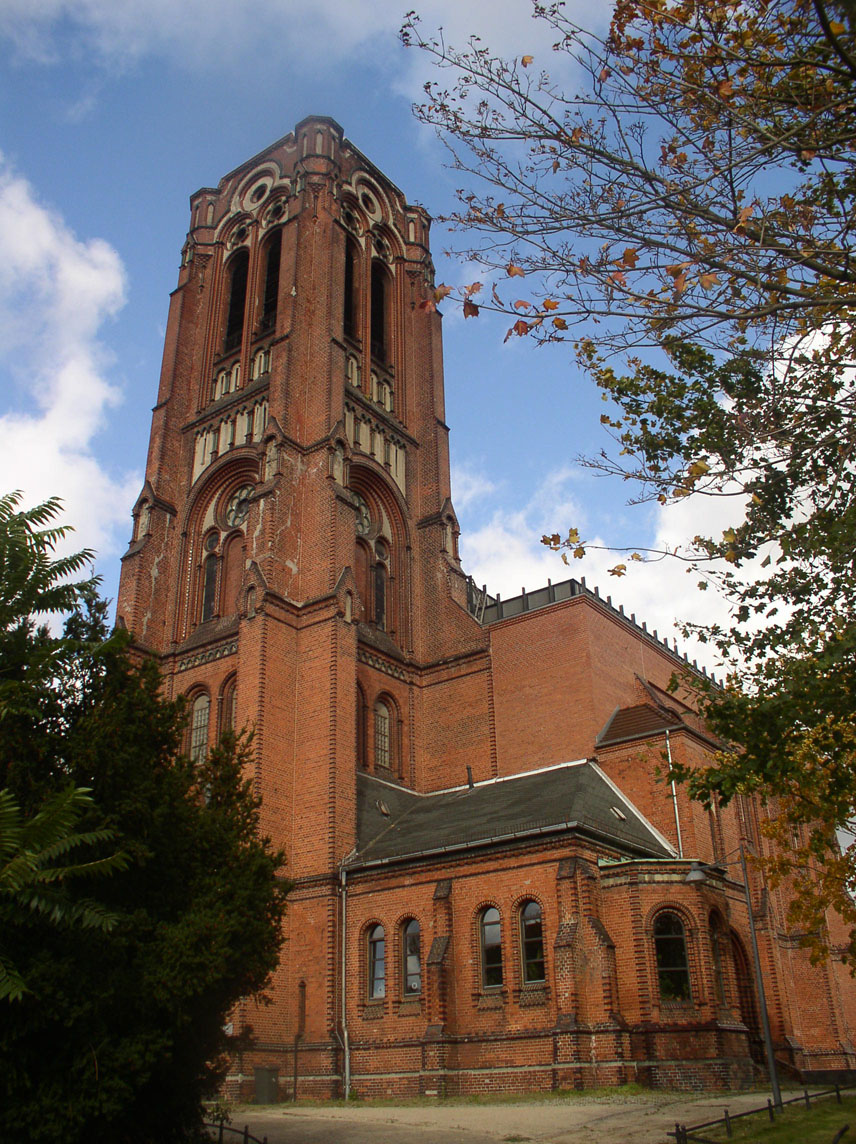
Auferstehungskirche nach dem Wiederaufbau

Zum Ende des Zweiten Weltkriegs zerstörten zwischen 1943 und 1945 drei Bomberangriffe das Kirchengebäude zu großen Teilen: Britische Luftangriffe in der Nacht vom 22./23. November 1943 und vom 23./24. März 1944 lösten einen Brand aus. Ein weiterer Bombenabwurf der Amerikaner am 3. Februar 1945 zerstörte schließlich das Kirchenschiff […] samt Altarraum und Dach. Die Spitze des Turmes und des hinteren Turmes mit dem Wetterhahn stürzten auf den Friedhof. Der Turm ohne Spitze sowie einige der Neben- und Anbauten blieben erhalten. Das kirchliche Bauamt „konstatierte, daß die Auferstehungskirche ‚vollständig zerstört‘ ist, daß aber der Turm mit seinen Nebenbauten ‚durchaus brauchbar‘ sei.“
Im Jahr 1946 waren erste Trümmer beseitigt worden und der neue Pfarrer Heinz Hannasky reorganisierte das Gemeindeleben. Durch die Ankündigung und Planung einer Notkirche erteilte ihm die Stadtverwaltung 1947 die Genehmigung zum vereinfachten Wiederaufbau. Der Turm erhielt eine gerade Betondecke mit Kreuz und der linke Seitenraum wurde am 29. Juli 1951 durch den damaligen Generalsuperintendenten Krummacher als Notkirche eingeweiht. Die Wiederaufbaupläne stammten vom Architekten Günter Ahrens, im weiteren Verlauf übernahm Architekt Paul Schulz die Bauleitung. Die neue Gestaltung des Altarraums geht auf Pläne des Architekten Fritz Oellerking zurück.
Bis Anfang 1956 waren die Umfassungsmauern hochgezogen und die Pfeiler gemauert. Das Kirchenschiff wurde um ein Joch verkürzt. Am 24. Mai 1956 feierte die Gemeinde das Richtfest. Bis Herbst 1957 war der Kirchenraum wetterfest.

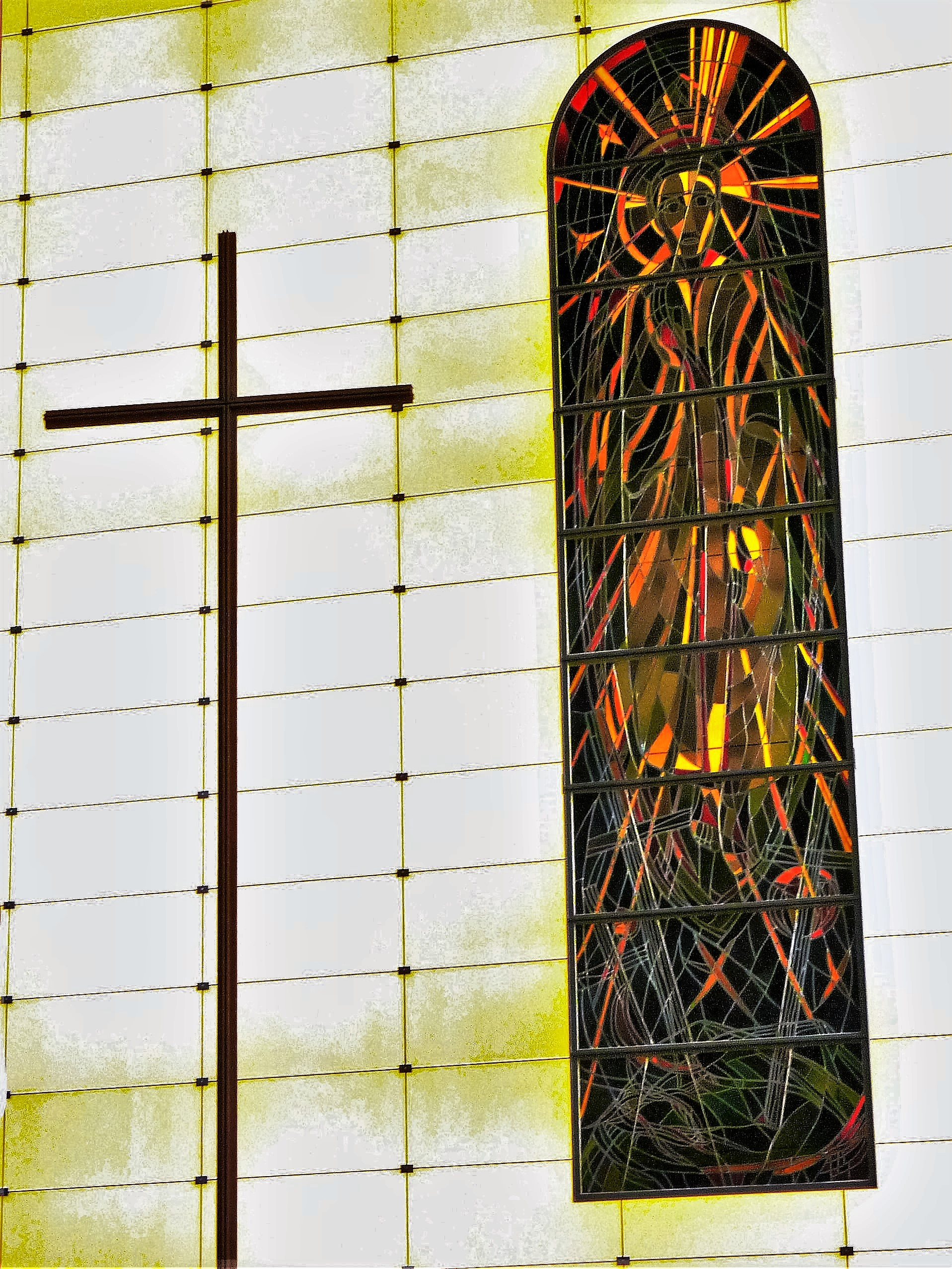
Chor- und Altarfenster

Im März 1958 setzten Fachleute das von Inge Pape gestaltete neue Chorfenster, das Christi Wiederkunft darstellt, ein. – Am Sonntag Cantate, den 14. Mai 1961, weihte Bischof Dibelius im Beisein von Vertretern auch Städtischer Behörden die Kirche neu ein.
Ein neuer Altar, ein Taufbecken, eine Kanzel und ein Kreuz für den Chorraum stammten aus dem Kunstschmiedeatelier von Fritz Kühn. Zusätzlich bekam die Kirche eine Heizungsanlage.

## Orgel
Anfangs besaß das Gotteshaus ein Harmonium zur Nutzung in den Gottesdiensten. Es wurde bei den Kriegszerstörungen unbrauchbar. Die jetzige Orgel ist ein Werk von Hermann Eule aus dem Jahr 1965. Es wurde zum 70-jährigen Bestehen der Auferstehungskirche am Sonntag Cantate, den 16. Mai 1965, Orgel eingeweiht Das Instrument besitzt drei Manuale und 35 Register.
Orgeldisposition
| I Hauptwerk C–g3 |              |        |
| 01.              | Pommer       | 16′    |
| 02.              | Prinzipal    | 08′    |
| 03.              | Rohrgedackt  | 08′    |
| 04.              | Oktave       | 04′    |
| 05.              | Gemshorn     | 04′    |
| 06.              | Quinte       | 02 ⁄3′ |
| 07.              | Oktave       | 02′    |
| 08.              | Waldflöte    | 02′    |
| 09.              | Mixtur IV–VI |        |
| 10.              | Trompete     | 08′    |

| II Hinterwerk C–g3 |             |         |
| 11.                | Gedackt     | 08′     |
| 12.                | Quintade    | 08′     |
| 13.                | Prinzipal   | 04′     |
| 14.                | Nasard      | 02 ⁄3′  |
| 15.                | Spitzoktave | 02′     |
| 16.                | Terz        | 01 3⁄5′ |
| 17.                | Sifflet     | 01′     |
| 18.                | Scharf IV   |         |
| 19.                | Rankett     | 16′     |
|                    | Tremulant   |         |

| III Brustwerk (schwellbar) C–g3 |                |        |
| 20.                             | Koppelflöte    | 08′    |
| 21.                             | Rohrflöte      | 04′    |
| 22.                             | Prinzipal      | 02′    |
| 23.                             | Quinte         | 01 ⁄3′ |
| 24.                             | Sesquialter II | 02 ⁄3′ |
| 25.                             | Zimbel II–III  |        |
| 26.                             | Rohrschalmey   | 04′    |
|                                 | Tremulant      |        |

| Pedal C–f1 |                |     |
| 27.        | Prinzipalbass  | 16′ |
| 28.        | Subbass        | 16′ |
| 29.        | Oktavbass      | 08′ |
| 30.        | Spillpfeife    | 08′ |
| 31.        | Choralbass     | 04′ |
| 32.        | Nachthorn      | 02′ |
| 33.        | Pedalmixtur IV |     |
| 34.        | Posaune        | 16′ |
| 35.        | Clarine        | 04′ |

- Koppeln: II/I, III/I, I/P, II/P, III/P, 2 freie Kombinationen, Tutti, Zungenabsteller

Letzter eigener Kantor war Wolfgang Matthus. Nach der Sprengelbildung hatte Ulrike Blume diese Funktion inne. Im Jahr 2019 wurde Kantor Peter Schnur berufen. Die Kirchenmusik für den Bereich Friedrichshain wird vom Regionalkantor Justus Eppelmann verantwortet.

## Glocken
Im Kirchturm hing bei der Einweihung ein dreistimmiges Geläut. Davon mussten zum Ende des Zweiten Weltkriegs die zwei größten als Metallspende des deutschen Volkes abgeliefert werden. Zusammen mit dem Wiederaufbau in den 1950er Jahren erhielt die Kirche ein neues Geläut aus drei Gussstahlglocken.
Glocke 1 Ich bin die Auferstehung und das Leben
Glocke 2 In memoriam primi pastoris Ernst Baedthke 1896–1923
Glocke 3 Ein feste Burg ist unser Gott
Auf der CD GLOCKENSPIELE - SOLI DEO GLORIA (2018) ist eine Aufnahme des vollständigen Geläuts zu hören.

## Seelsorge

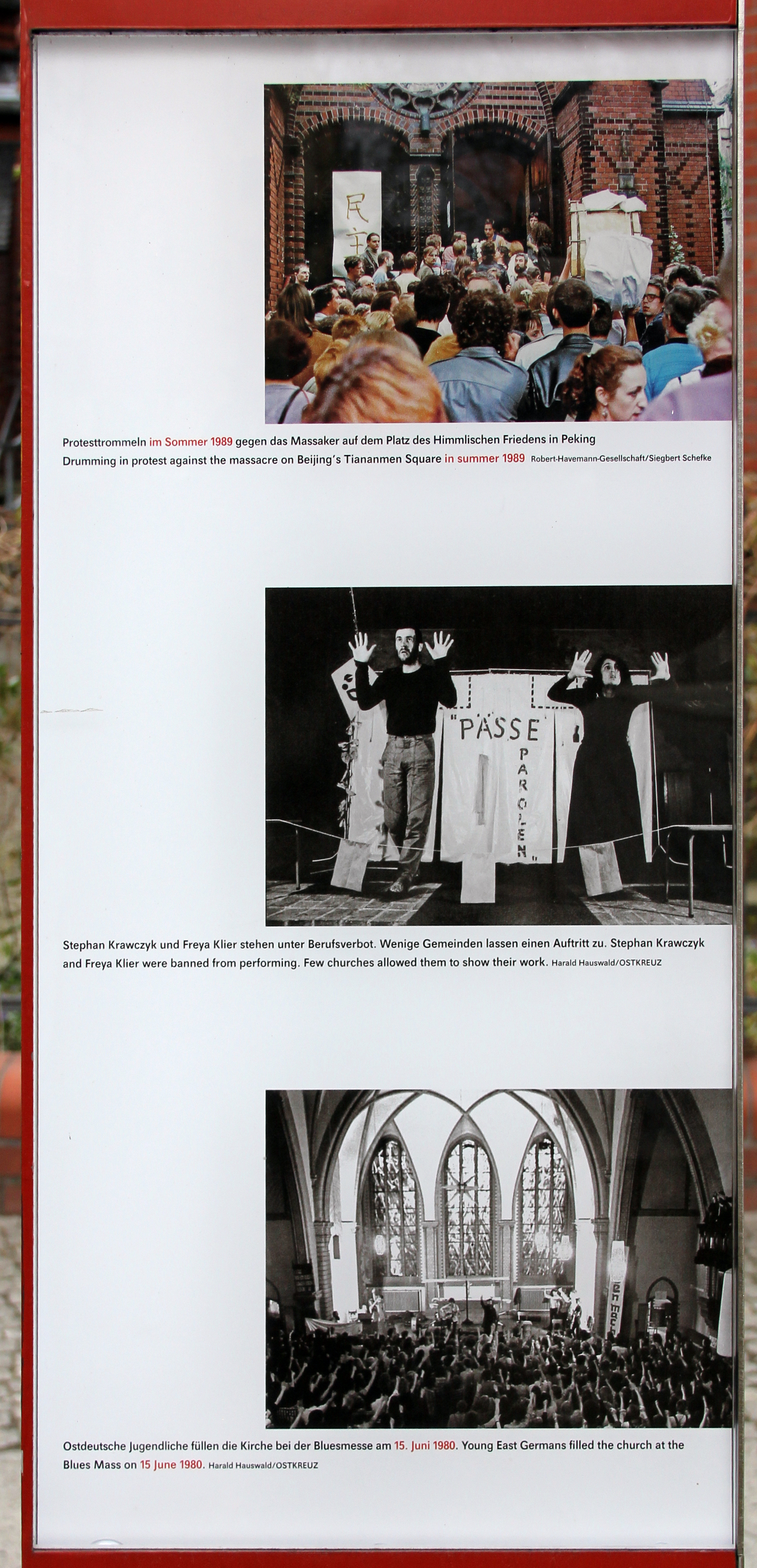
Gedenktafel vor der Samariterkirche zur Bluesmesse am 15. Juni 1980 (Foto unten)

„Die seelsorgerische Arbeit“ – so schreibt Pfarrer G. Schochow 1970 in seinem Bericht – „war in den letzten Jahren teilweise recht schwierig, wobei das Zeitgeschehen einwirkte. Ganze Straßenzüge mußten Neubauten weichen, mit denen schwer ist, Kontakt zu bekommen. Besondere Arbeit wird der Jugend und den jüngeren Berufstätigen gewidmet, die Pfr. Kraeusel übernommen hat.“ (Schochow, S. 20). Zu den allgemeinen Bedingungen siehe: Christen und Kirchen in der DDR.

### Blues- und Rockmessen
Die problematische Situation vieler Jugendlicher, die sich in die Lebensweg-Vorgaben des Regimes nicht einfügen konnten oder wollten, hatte schon seit den 1960er Jahren in der Beatmusik und illegalen, meist in Ruinenhäusern installierten Clubs einen Halt gefunden, doch waren Räume für Bandauftritte später kaum mehr zu erlangen. Der Musiker Günter Holwas und Kreisjugendpfarrer Rainer Eppelmann (Samariterkirche) kamen auf die Idee, „genehmigungsfreie“ Jugendgottesdienste mit Bluesmusik-Einlagen zu versehen und veranstalteten am 1. Juni 1979 den ersten derartigen Gottesdienst: „Pfarrer Eppelmann und sein Kollege Heinz-Otto Seidenschnur von der Auferstehungskirche trugen moderne Bibelübertragungen vor. […] Die Mischung aus Musik, Systemkritik und Gebet zog bald Tausende an, so dass die Veranstaltung zweimal an einem Abend durchgeführt wurde – einmal in der Samariterkirche und einmal in der Auferstehungskirche.“ Der Zustrom wurde so groß, dass die Organisatoren die Messe in die Lichtenberger Erlöserkirche verlegten: „Sie verfügte über ein großzügiges Gelände. Zur mehrmals hintereinander wiederholten Bluesmesse am 27. April 1984 kamen insgesamt 9000 Zuschauer.“
Der Staat schlug mit seinen Mitteln zurück, doch sind für das Ende der Blues-Messen zahlreiche Gründe ins Feld geführt worden: Vorsicht der Kirchenleitung, um den 1987 angesetzten Kirchentag nicht zu gefährden, Zuwendung zur wachsenden DDR-Friedensbewegung, Interesse an neuen Musikgenres. Die letzten Messen fanden im September 1986 statt.
Auch die Auferstehungskirche hatte ‚eigene Musiker‘: Die Rock-Blues-Band „Auferstehung“. Die Mitglieder hatten sich auch taufen lassen: „Die Bekenntnisse des Taufgottesdienstes waren beeindruckend.“ Treffen der ‚Offenen Jugendarbeit‘ wurden veranstaltet, ein Punk-Konzert wurde gerade noch ‚gemeistert‘. 1980 war ein Friedesarbeitskreis gegründet worden und zahlreiche Aktivitäten wurden in diesen Rahmen überführt und erweitert (1982).
„Natürlich hatte unsere Offenheit in den Friedenskreisen zur Folge, daß sich Inoffizielle Staatssicherheitsmitarbeiter leicht dazu gesellen konnten. Dies ahnten oder wußten wir, konnten es jedoch nicht verhindern, wenn wir uns nicht abschließen wollten.“

### 1983 bis 1989: Bewegung Frauen für den Frieden
Der zentrale Aufruf Bärbel Bohleys und Katja Havemanns „Frauen für den Frieden“ fand auch in der Auferstehungsgemeinde enormen Widerhall. Der Gemeindekirchenrat unterstützte zahlreiche Initiativen und führte unter anderem Friedensgottesdienste, Nachtgebete und einen Gemeindetag durch.

## Nachwendezeit
Bis zur politischen Wende hatte sich der bauliche Zustand der Kirche sehr verschlechtert. Fenster im Saal waren zerstört, die Heizung funktionierte nicht mehr.

### Umbau der Kirche
Zwischen 1993 und 2003 erfolgte der Umbau – zum einen eine Restaurierung auf der Basis der ursprünglichen Bauunterlagen und zum anderen eine weitgehende Neukonstruktion des Hauptgebäudes: Dieses erhielt einen modernen Einbau aus Glas und Stahl sowie ein Flachdach. Durch den Anbau bekam das Bauwerk seine ursprünglichen Proportionen zurück. Auf eine erneuerte Turmspitze für den quadratischen Turm wurde verzichtet. Bei der Neugestaltung der Kirche spielten ökologische Aspekte eine große Rolle. So verfügt das Gebäude über ein Blockheizkraftwerk, eine Photovoltaikanlage, Solarfassaden und Lehmputzwände. Architekten waren Franz und Joachim Voigtländer aus Bergisch Gladbach. Das Altarfenster fand vor einer beleuchteten Wand einen neuen Platz. Der Umbau wurde im März 2003 mit einem „Festgottesdienst zur erneuten Einweihung“ begangen. Die liturgische Leitung hatte Pfarrerin Susanne Krömer.

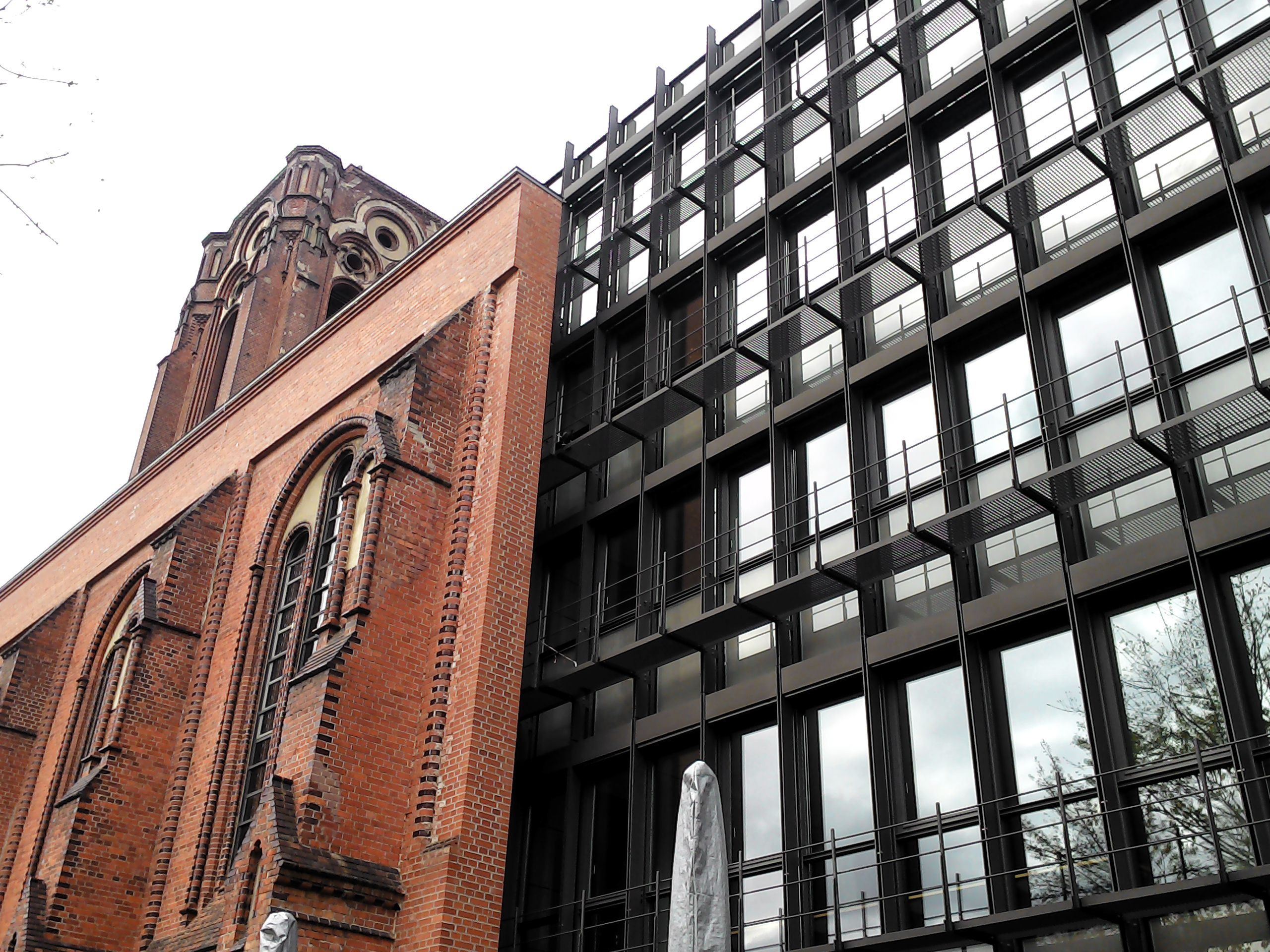
Die Kirche mit modernem Einbau

### Gegenwärtige Nutzungen
Getreu dem Konzept der Integration ‚weltlicher‘ Nutzungen des modernen Teils wird das gläserne Kirchenschiff belegt.
Neben den Gottesdiensten, die im linken Turmanbau oder im großen Saal gehalten werden können, wird die Kirche seit dem Umbau vom BESONDERE ORTE Umweltforum Berlin GmbH für Tagungen und Veranstaltungen genutzt. Dazu können Altar und Taufbecken per Knopfdruck unter den Fußboden abgesenkt werden. Altar, Taufbecken, Kanzel und Kreuz stammen aus dem Kunstschmiedeatelier von Achim Kühn. Die Gemeinde ist auch Mitgesellschafter von Besondere Orte – Umweltforum Auferstehungskirche.
Von 2003 bis 2019 war die Kirche Sitz der Stadtentwicklungsgesellschaft Stattbau.
Gemeinde
2005 wurde ein gemeinsamer Pfarrsprengel mit der Galiläa-Samariter-Gemeinde gebildet. Es finden Ausstellungen und Seminare statt.
Am 19. Mai 2006 fand anlässlich der 111-Jahr-Feier der Kirche die Veranstaltung Worte und Klänge statt, in der die ehemalige Pfarrerin Christa Sengespeick-Roos Passagen aus ihrem Buch Das ganz Normale tun. Widerstandsräume in der DDR-Kirche las.
Die Ev. Auferstehungsgemeinde ist Mitherausgeberin von „OSTKREUZ“ – Evangelisches Magazin für Friedrichshain, das alle 2 Monate in einer Auflage von 2.500 erscheint.
In der Auferstehungsgemeinde ist eine besondere Kinder- und Jugendinitiative „Kinder brauchen Matsch“ beheimatet, die überregionale Bedeutung erlangt hat und dafür besondere Auszeichnungen erhalten hat. (UN-Dekade Biologische Vielfalt im Rahmen des Sonderwettbewerbs „Soziale Natur – Natur für alle“, 2019)
Das neue Gemeindemagazin „Vier Türme“ (Neues aus den ev. Kirchengemeinden in der Region Friedrichshain-Nord) wird ab 1. Mai 2023 herausgegeben.

## Video
- Kurzfilm zur Vereinbarkeit von Kirche und Umweltforum. Produktion: Evangelischer Kirchenfunk Niedersachsen GmbH, 2014.